# Penicillium sacculum
Penicíllium sácculum (лат.) — вид несовершенных грибов (телеоморфная стадия неизвестна), относящийся к роду Пеницилл (Penicillium). Ранее выделялся в отдельный род Eladia.

## Описание
Колонии на агаре Чапека крайне слабо-растущие, не более 1,5 см в диаметре на 14-е сутки, главным образом с погружённым в агар мицелием, бархатистые, беловатые, слабо спороносящие, несколько концентрически зонистые, с неокрашенным реверсом.
На агаре с солодовым экстрактом (MEA) быстро-растущие, 5,5—6 см в диаметре на 14-е сутки, бархатистые, тускло-серо-зелёные, затем коричнево-зелёные, бархатистые, несколько морщинистые. Реверс сероватый или оранжеватый.
Конидиеносцы одноярусные, с терминальными и отставленными от верхушки яйцевидными, несколько суженными в основании фиалидами. Конидии шаровидные, крупношиповатые, коричневые, 5—7 мкм в диаметре, собраны в очень короткие цепочки.

## Экология
Широко распространённый, преимущественно почвенный гриб.

## Таксономия
Видовой эпитет sacculum (лат. sacculus — «мешочек») отсылает к форме фиалид.
Penicillium sacculum E.Dale, Ann. Mycol. 24: 137 (1926).

### Синонимы
- Eladia saccula (E.Dale) G.Sm., 1961